# 克里尔雷克 (加利福尼亚州)
克里尔雷克（英語：Clearlake），是美国加利福尼亚州萊克縣下属的一座城市。建市于1980年11月14日，面积大约为10.13平方英里（26.2平方公里）。根据2010年美国人口普查，该市有人口15,250人。